# Parque de Antoni Santiburcio
El parque de Antoni Santiburcio se encuentra en el distrito de San Andrés de Barcelona. Fue creado en 2018. Está dedicado al político Antonio Santiburcio Moreno (Jaén, 1954-Barcelona, 2001), diputado en el Parlamento de Cataluña entre 1980 y 1988 y teniente de alcalde de Barcelona entre 1987 y 2001 por el PSC.

## Historia y descripción
El parque ocupa una gran manzana, donde antiguamente se ubicaba el Cuartel de San Andrés, que acogió diversos regimientos de artillería desde 1929 hasta 1998, siendo sus edificios demolidos en 2004. Se proyectó entonces la creación de un espacio verde junto a diversos equipamientos para el barrio y pisos de protección oficial; entre los equipamientos, se proyectó un centro sanitario de atención primaria, una comisaría de los Mozos de Escuadra, un polideportivo, un colegio, un albergue juvenil, una residencia geriátrica, una guardería y un centro cívico.
El parque se construyó en dos fases: en la primera, finalizada en 2018, se delimitaron diversas zonas diferenciadas, como una explanada, un parterre de plantas aromáticas, una zona de árboles, áreas de ejercicio y unas fuentes ornamentales, además de un camino de entre 1,20 y 2 m de ancho, en cuyo recorrido se van formando pequeñas plazas y miradores. La vegetación incorpora diversas especies vegetales arbustivas, con un sistema de riego que incorpora técnicas de drenaje sostenible para aprovechar la lluvia.
La fuente del parque fue diseñada por la Oficina Técnica Buïgas, creada por Carles Buïgas en 1929. Cuenta con 234 surtidores ubicados en el suelo, en un espacio pavimentado y transitable, dispuestos en trece hileras que permiten que el agua alcance varias alturas. Cada surtidor cuenta con iluminación led de varios colores, que permite crear diversas coreografías.
En 2020, en una segunda fase de las obras, se inauguró la zona de juegos infantiles, con una superficie de 6706 m². Presenta un pavimento de caucho de varios colores, rodeado de parterres arbustivos y florales. Los juegos incluyen desde columpios y otros juegos tradicionales hasta unos nuevos juegos que reciben diversos nombres: Rolling Hill, Whizzer, Rota Roka y Speen me.

## Galería

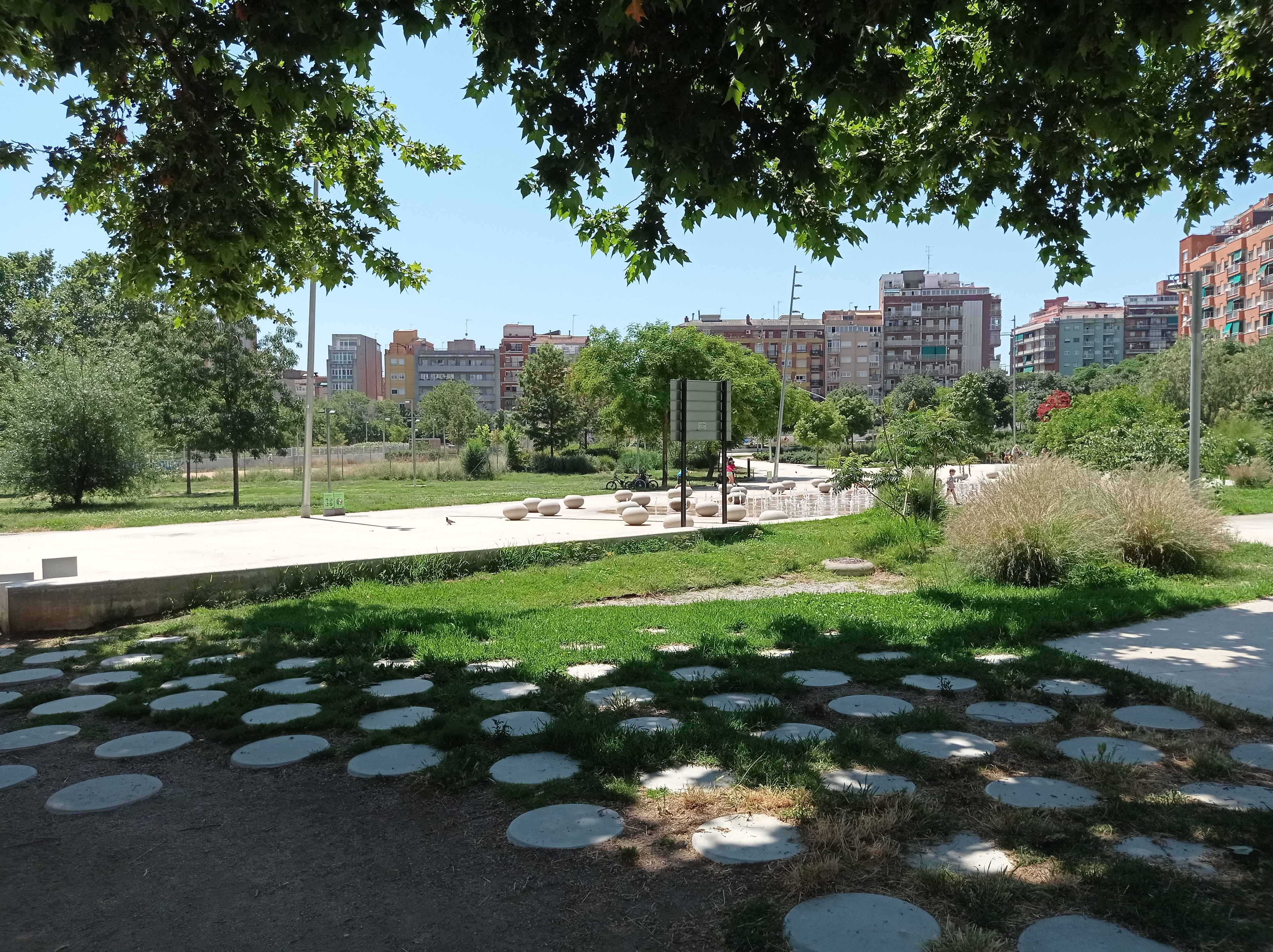
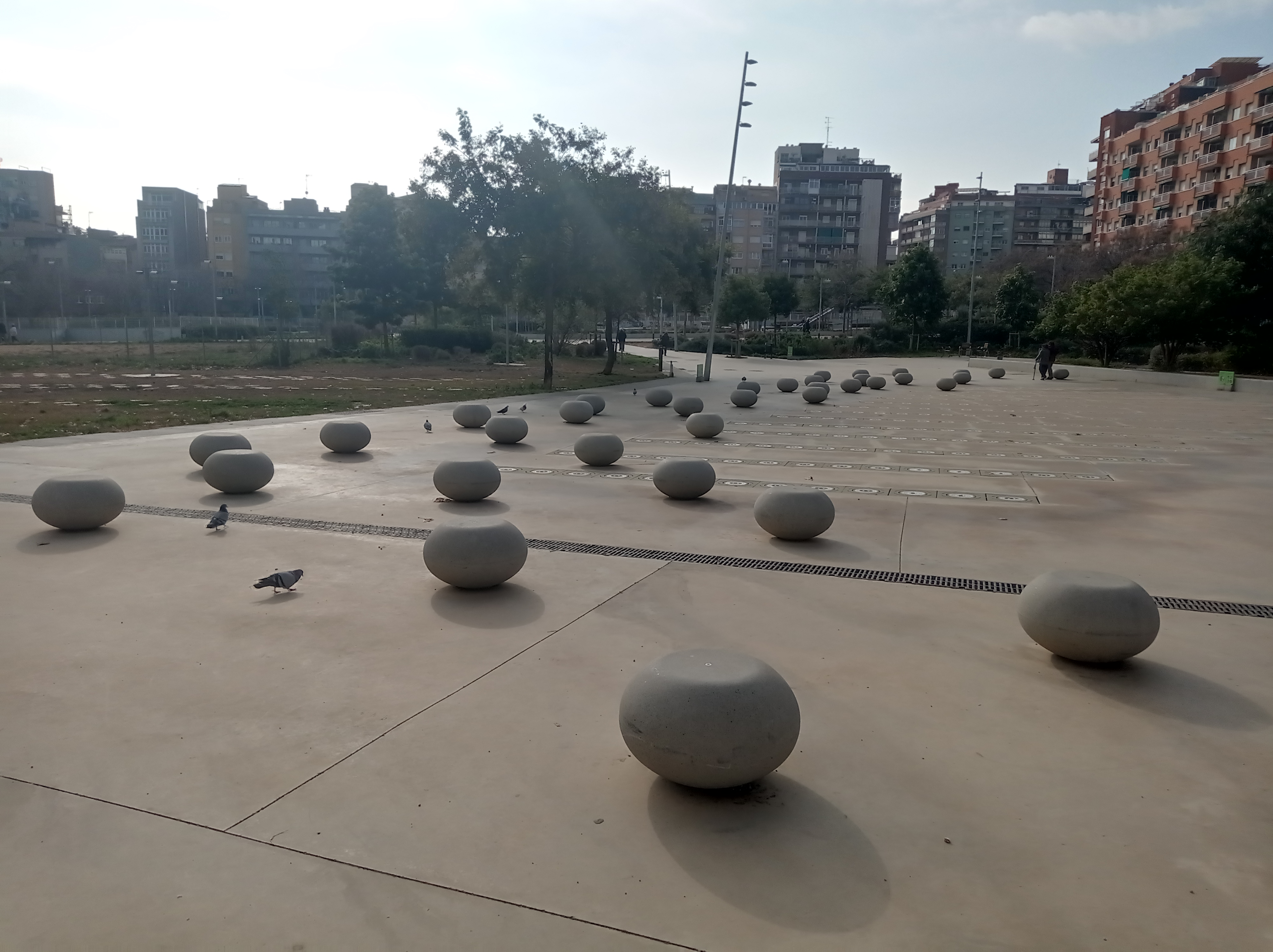
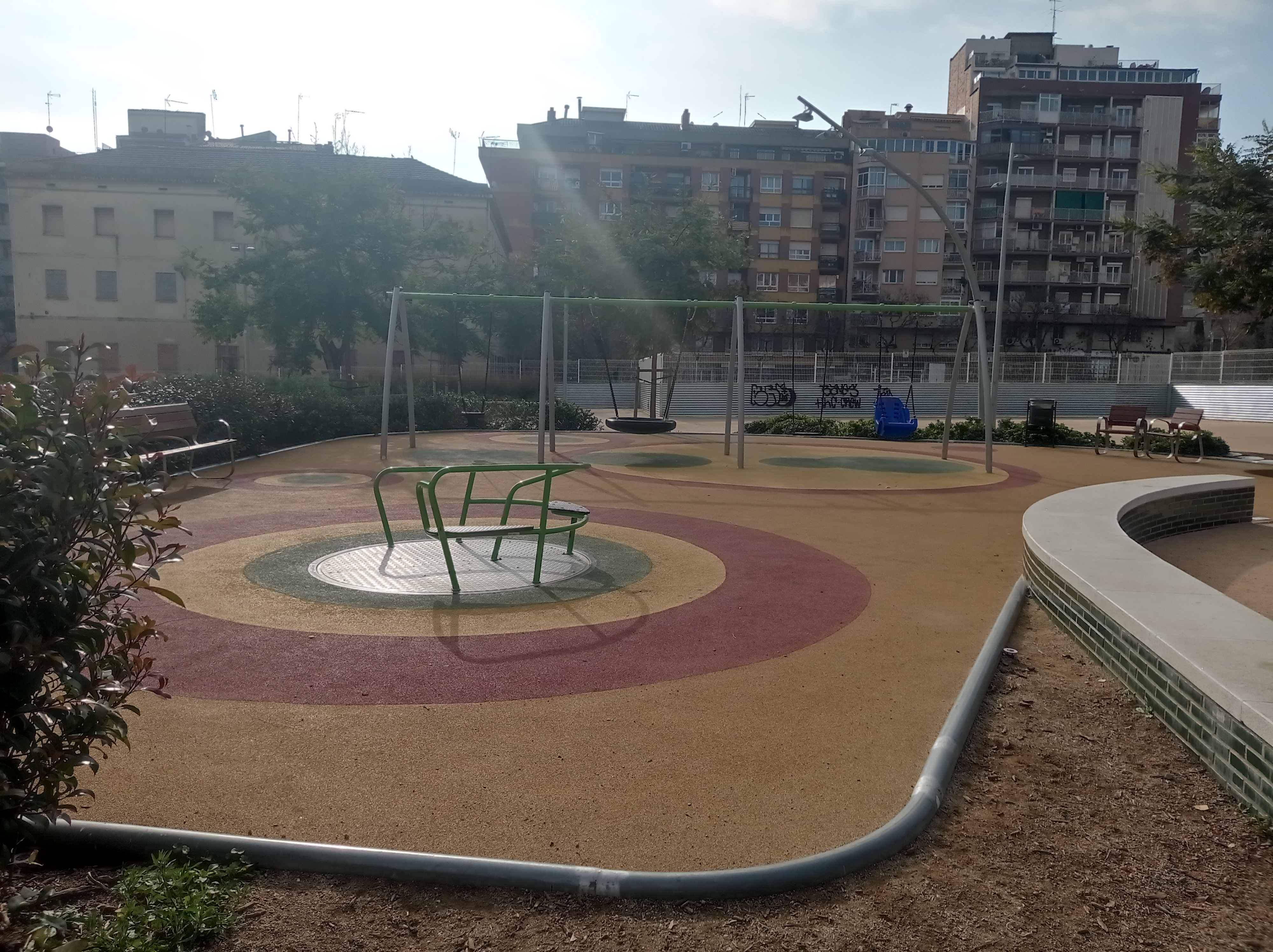
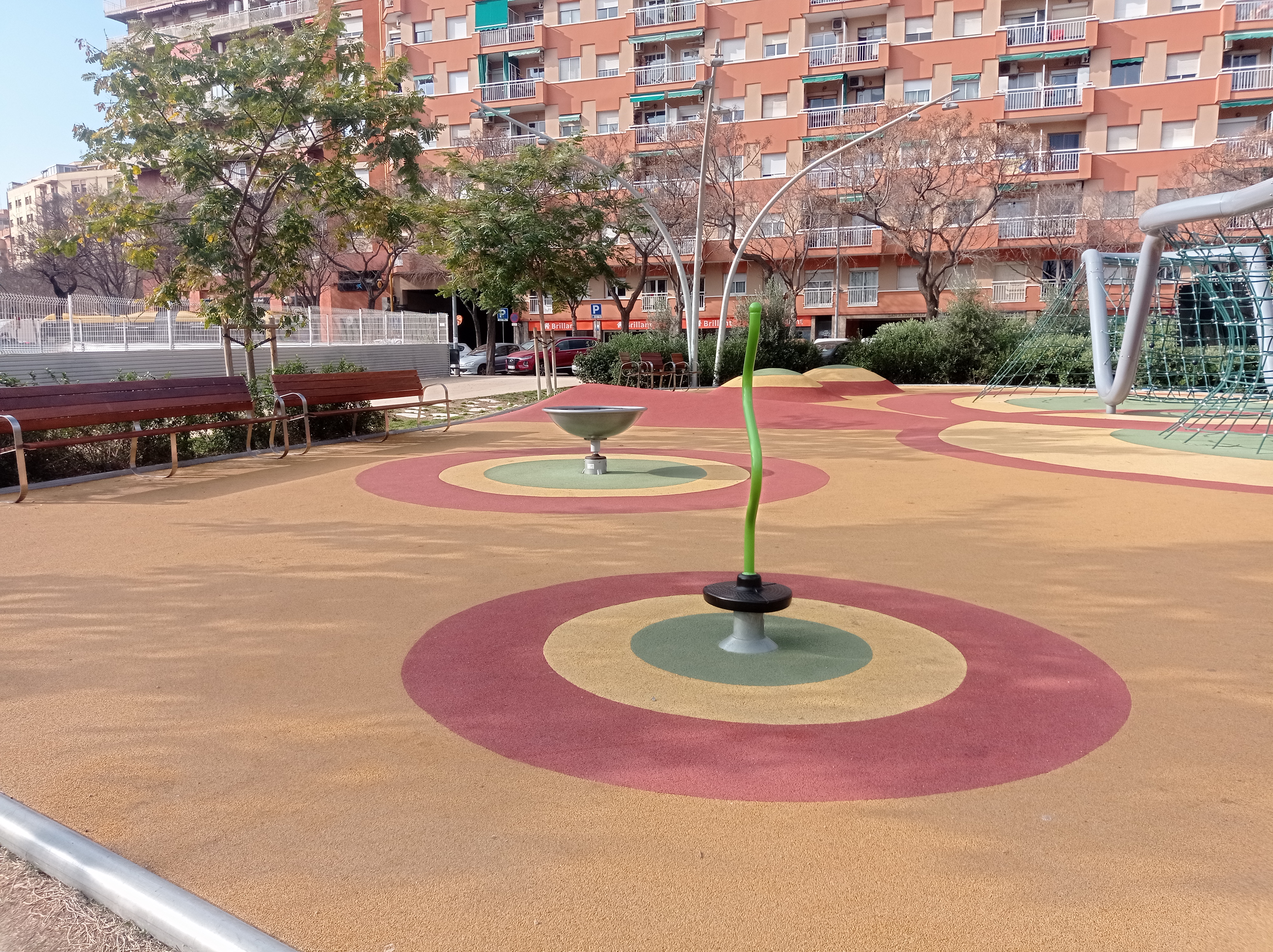
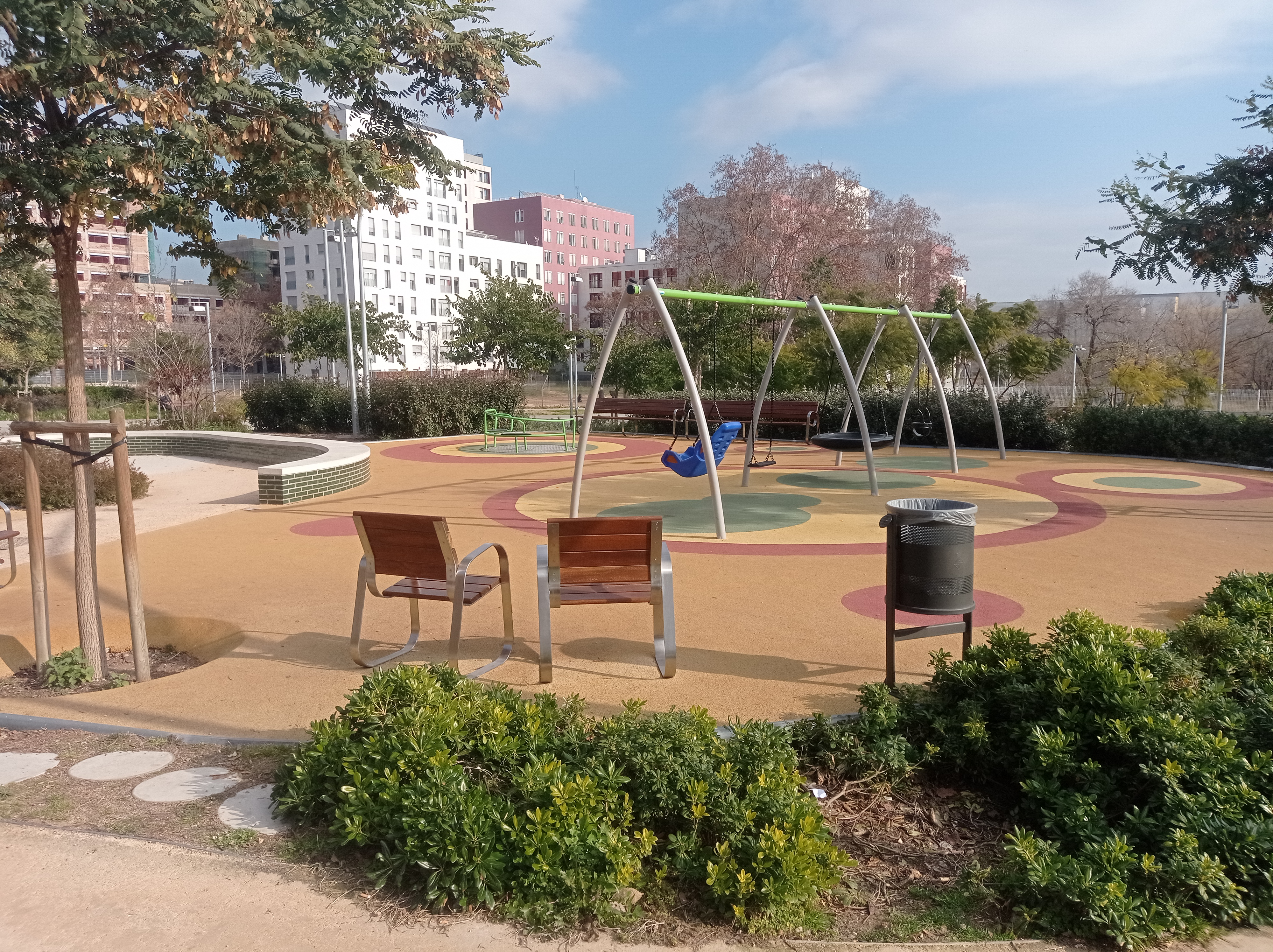
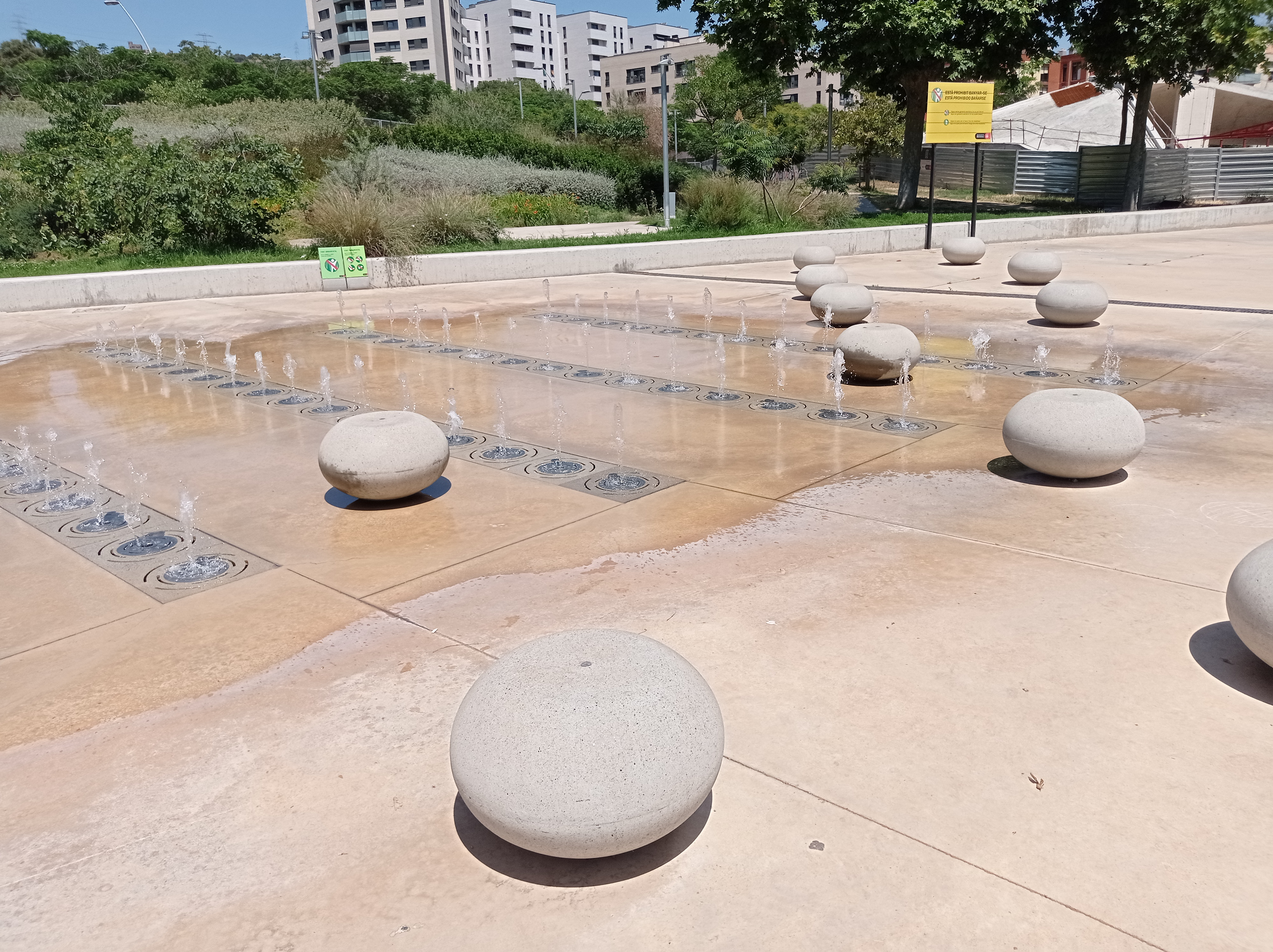
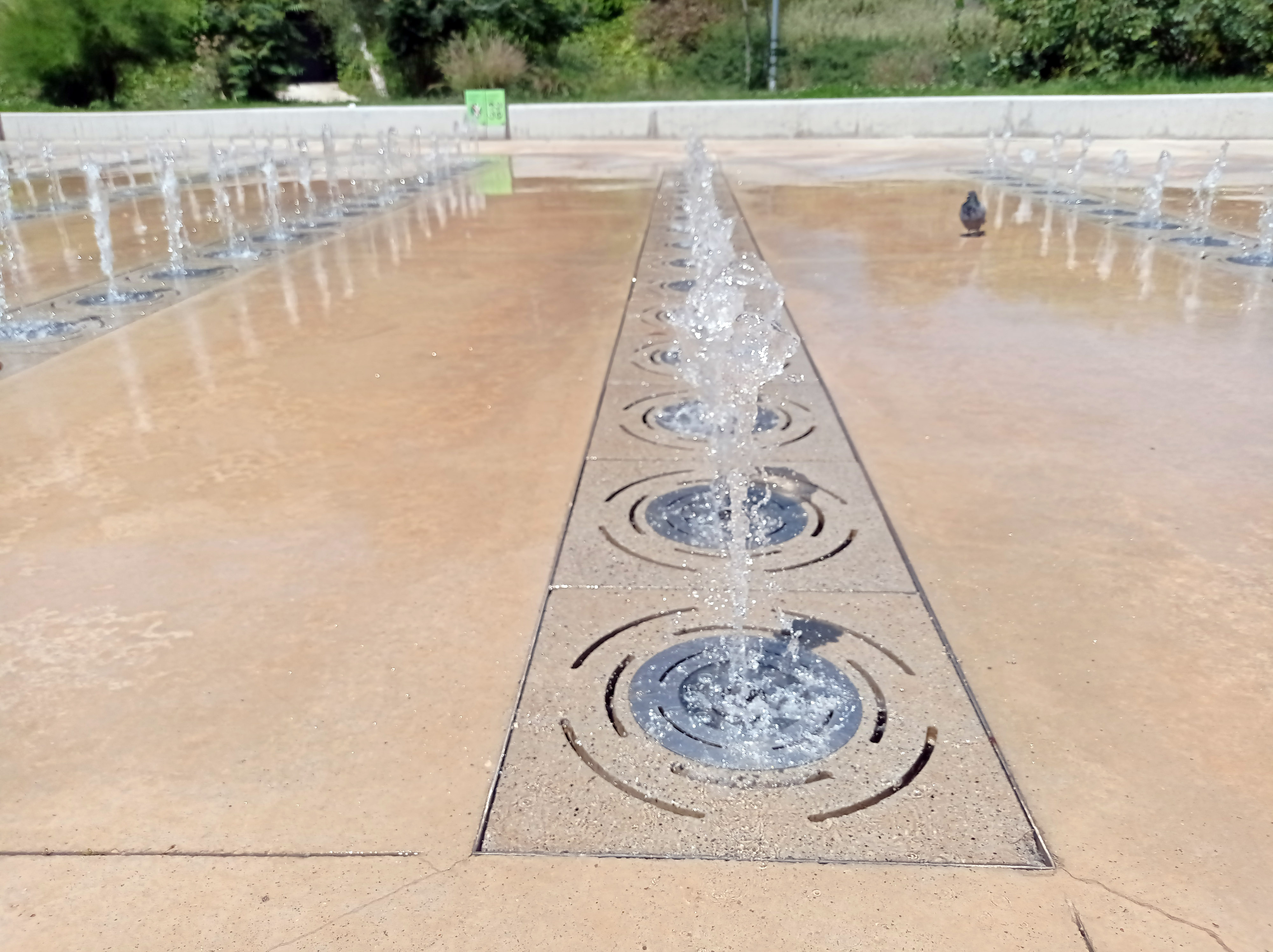